# خلیج بمبتوکا

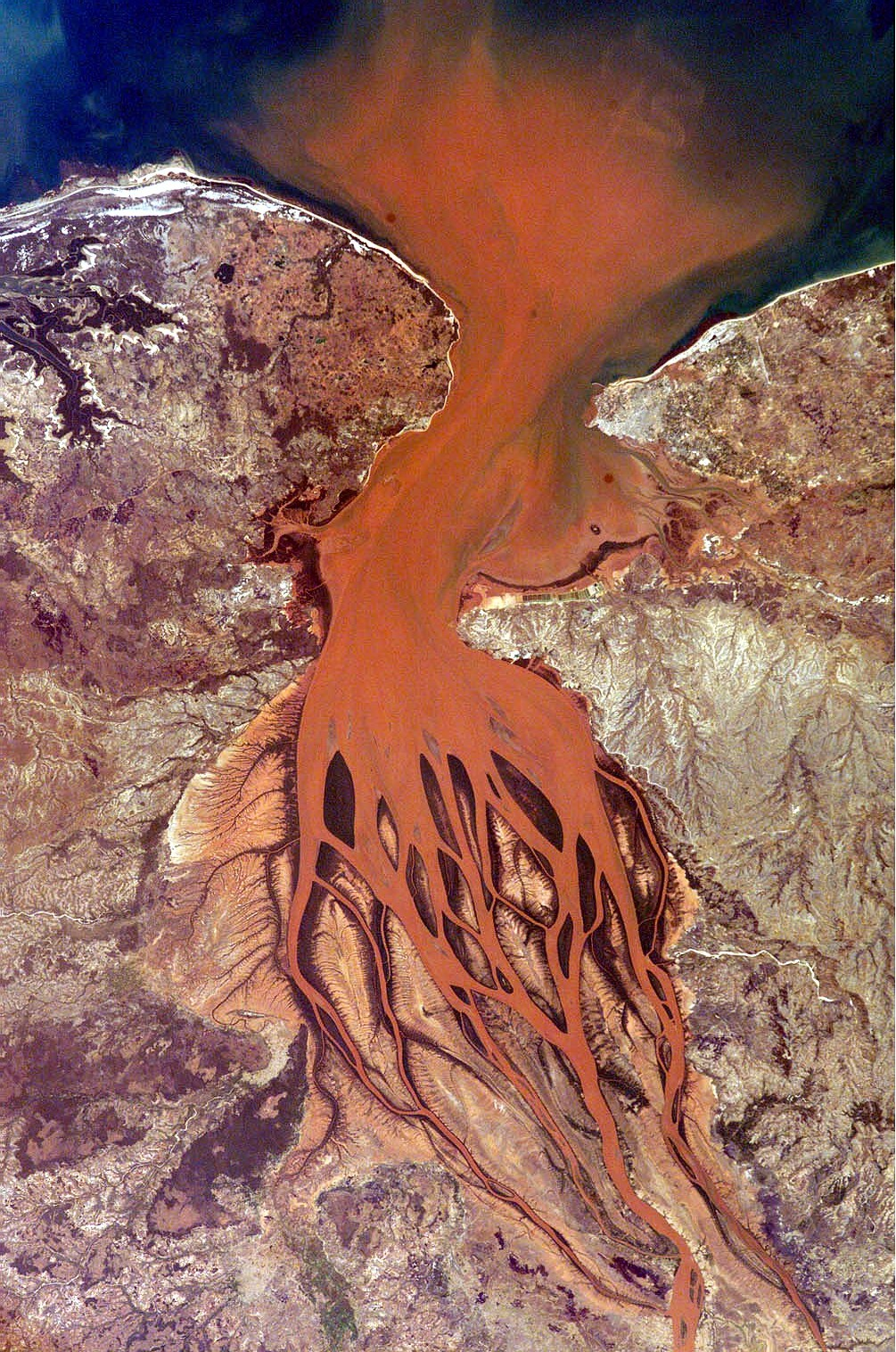
تصویر ماهواره‌ای رود بتیسبوکا و خلیج بمبتوکا در سال ۲۰۰۲

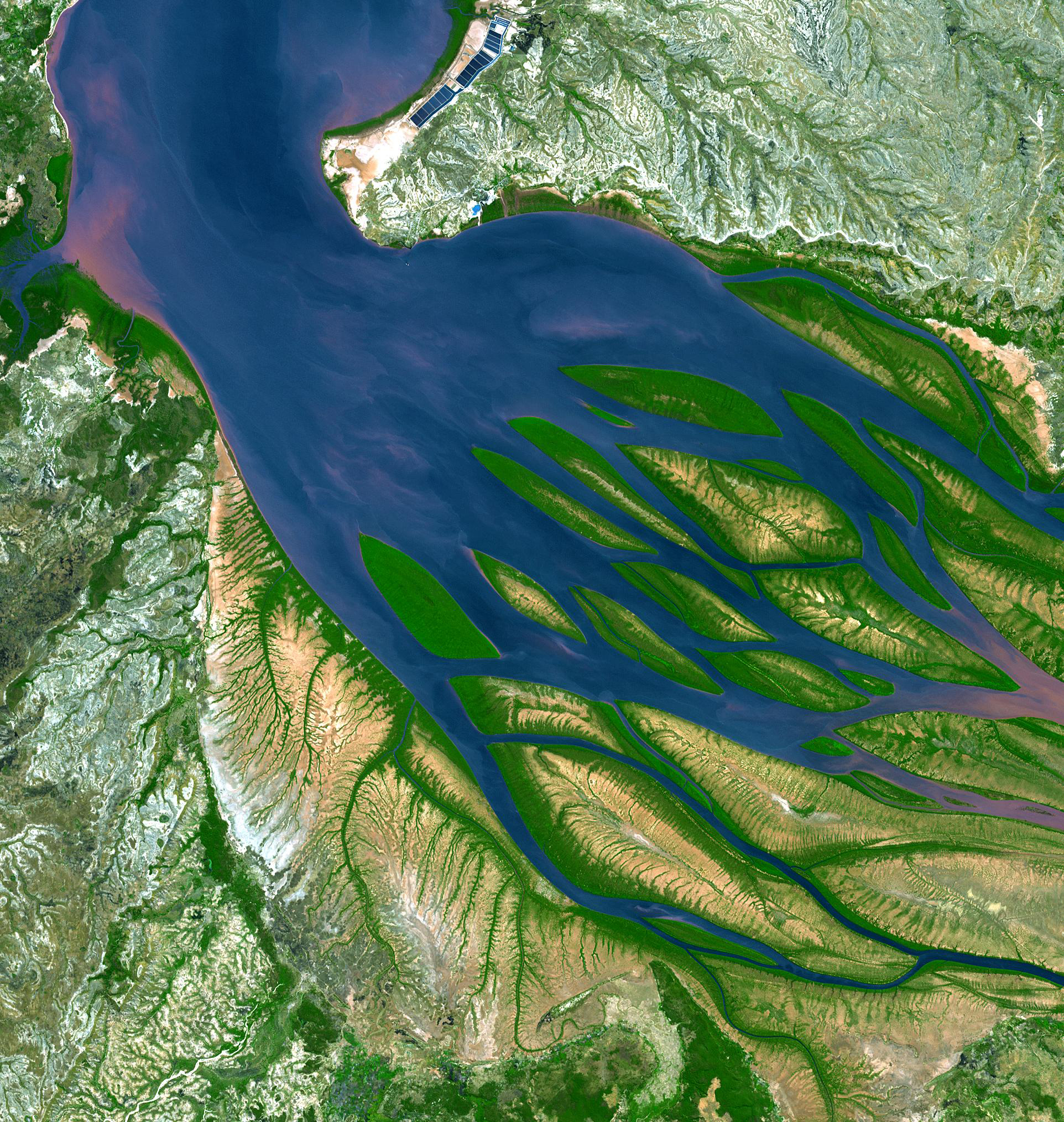
خلیج بومبتوکا در سال ۲۰۰۰

خلیج بُمبتوکا (به فرانسوی: Baie de Bombetoka) خلیجی کوچک در شمال غربی جزیرهٔ ماداگاسکار  در نزدیکی شهر ماهاجانگا است. در اینجا آب‌های شور کانال موزامبیک که ماداگاسکار را از آفریقا در سمت غرب آن جدا ساخته‌است در درون خشکی پیشروی کرده و با آب‌های شیرین رود بتیسبوکا که به سمت این کانال در جریان است ترکیب شده و خلیج بمبتوکا را تشکیل می‌دهد. چندین جزیره و تپهٔ زیرآبی در مدخل رودخانه وجود دارد که در نتیجهٔ حجم بالای رسوباتی که بتیسبوکا با خود به این مکان می‌آورد و فرسایش ناشی از جریان خود رودخانه و جزر و مد شکل گرفته‌است.

## اکوسیستم
جنگل‌های حرا، پوشش گیاهی غالب در امتداد خطوط ساحلی و جزیره‌های خلیج بمبتوکا هستند. در حقیقت این خلیج، خانهٔ بزرگترین جنگل‌های حرای باقی‌مانده در ماداگاسکار است که هم پناهگاهی برای انواع گوناگونی از  اجتماعات نرم‌تنان و سخت‌پوستان محسوب می‌شوند و هم زیستگاهی برای پرندگان، لاک‌پشت‌های دریایی و داگونگ‌ها هستند. درعین حال جنگل‌های حرا و آب‌سنگ‌های مرجانی واقع در امتداد کرانه‌های شمال غربی ماداگاسکار، اکوسیستم‌های ساحلی متنوع و پویایی را در کنار یکدیگر به‌وجود آورده‌اند. رسوباتی که همراه رودخانه به این مکان آورده شده‌است و می‌تواند باعث خفگی آب‌سنگ‌های ساحلی شود توسط جنگل‌های حرا گرفته می‌شود. آب‌سنگ‌ها نیز در مقابل همچون ضربه‌گیر از جنگل‌های حرا در برابر کوبش موج‌ها محافظت می‌کنند.
مزارع پرورش میگو و شالیزارها در نزدیکی آب ایجاد شده‌اند و کشت قهوه به‌فور در زمین‌های اطراف صورت می‌پذیرد.

## تأثیر منفی رسوبات
رود بتیسبوکا که بزرگترین رود ماداگاسکار نیز محسوب می‌شود حجم زیادی از رسوبات و خاک‌های غنی از آهن نواحی کوهستانی مرکز ماداگاسکار را با خود به دریا می‌آورد که رنگ قرمز خونی رودخانه نیز ناشی از همین موضوع است. تحقیقات انجام‌گرفته در این‌باره نشان می‌دهد که میزان حمل رسوبات توسط رودخانه و ته‌نشین‌شدن آنها در خلیج بمبتوکا  در طول ۳۰ سال گذشته تغییر یافته و بر میزان آن تا حد بسیاری افزوده شده‌است. این تغییرات که بر اثر افزایش فرسایش خاک در نتیجهٔ قطع بی‌رویهٔ درختان جنگلی، آتش‌زدن بوته‌زارها و چرای بی‌رویهٔ دام‌ها در حوضهٔ آبخیز رودخانه روی‌داده تأثیری منفی بر کشاورزی، ماهی‌گیری و حمل‌ونقل در ماهاجانگا، از بزرگترین بندرهای ماداگاسکار گذاشته‌است.